# Jenkins (Minnesota)
Pour les articles homonymes, voir Jenkins.
Jenkins est une ville américaine située dans le comté de Crow Wing, dans le Minnesota. Selon le recensement de 2020, sa population est de 470 habitants : 217 hommes et 253 femmes.